# Sharon Hambrook
Sharon Hambrook, nach Heirat Sharon Boreyko, (* 28. März 1963 in Calgary, Alberta) ist eine ehemalige kanadische Synchronschwimmerin. Sie gewann eine olympische Silbermedaille und zwei Goldmedaillen bei Weltmeisterschaften.

## Karriere
Sharon Hambrook trainierte bei den Calgary Aquabelles unter Debbie Muir.
1979 qualifizierte sie sich für die Teilnahme an den Panamerikanischen Spielen in San Juan und gewann die Silbermedaille im Mannschaftswettbewerb. Nach dem Rücktritt von Helen Vanderburg wurde Sharon Hambrook im Duett Partnerin von Kelly Kryczka. Die beiden gewannen den Titel bei den kanadischen Meisterschaften 1982. Bei den Schwimmweltmeisterschaften 1982 in Guayaquil trat Hambrook in zwei Wettbewerben an. Im Duett gewannen Hambrook und Kryczka vor Tracie Ruiz und Candy Costie aus den Vereinigten Staaten. Im Gruppenwettbewerb holte Hambrook ihre zweite Goldmedaille. 1983 unterlagen Kryczka und Hambrook bei den kanadischen Meisterschaften den Schwestern Penny und Vicky Vilagos. Bei den Panamerikanischen Spielen 1983 in Caracas belegte Hambrook im Einzelwettbewerb den zweiten Platz hinter Tracie Ruiz. Zusätzlich gewann Hambrook die Goldmedaille mit der Mannschaft. 1984 konnten sich Hambrook und Kryczka bei der Olympiaqualifikation gegen die Vilagos-Schwestern durchsetzen. Bei der olympischen Premiere des Synchronschwimmens 1984 in Los Angeles belegten Hambrook und Kryczka in der ersten Runde des Einzelwettbewerbs den dritten und vierten Platz. Da nur eine Schwimmerin pro Nation im Finale antreten durfte schieden beide aus und Carolyn Waldo gewann Silber hinter Tracie Ruiz. Im Duett-Finale betrug der Vorsprung von Tracie Ruiz und Candy Costie auf Kelly Kryczka und Sharon Hambrook 1,35 Punkte.
Sharon Hambrook beendete nach den Olympischen Spielen ihre Laufbahn im Hochleistungssport. Sie schloss ein Studium am Southern Alberta Institute of Technology ab. 1996 wurde Sharon Hambrook in die Canadian Olympic Hall of Fame aufgenommen.